# Tomasine De Brito
Tomasine De Brito (12 maggio 2004) è una sciatrice alpina svedese.

## Biografia
Attiva dal gennaio del 2021, Tomasine De Brito ha esordito in Coppa Europa il 10 marzo 2024 a Ål in slalom gigante (53ª); non ha debuttato in Coppa del Mondo e non ha preso parte a rassegne olimpiche o iridate.

## Palmarès

### Campionati svedesi
- 2 medaglie:
  - 1 argento (discesa libera nel 2023)
  - 1 bronzo (supergigante nel 2023)